# Saint-Jean-d'Hérans
Saint-Jean-d'Hérans är en kommun i departementet Isère i regionen Auvergne-Rhône-Alpes i sydöstra Frankrike. Kommunen ligger i kantonen Mens som tillhör arrondissementet Grenoble. År 2022 hade Saint-Jean-d'Hérans 308 invånare.

## Befolkningsutveckling
Antalet invånare i kommunen Saint-Jean-d'Hérans
Referens:INSEE